# یواس‌اس سیرا (آی‌دی-۱۶۳۴)
یواس‌اس سیرا (آی‌دی-۱۶۳۴) (به انگلیسی: USS Sierra (ID-1634)) یک کشتی بود که طول آن ۴۱۶ فوت ۰ اینچ (۱۲۶٫۸۰ متر) بود. این کشتی در سال ۱۹۰۰ ساخته شد.